# Enzo Dara
Enzo Dara (Mantua, 13 de octubre de 1938-ibídem, 25 de agosto de 2017) fue un cantante lírico italiano de registro bajo.
En su juventud, Dara estudió canto y piano en su ciudad natal con Bruno Sutti y debutó escénicamente en 1960 en la ciudad italiana de Fano cantando el papel de Colline de La Boheme, de Puccini. 
Poseedor de una de una notable técnica belcantista y de una gran veta cómica, se especializó en personajes de bajo buffo y su repertorio se centró en las óperas de Rossini y Donizetti. En 1992, el Festival Donizetti de Bérgamo le concedió el Premio Donizetti a toda su carrera. Cantó en los principales teatros de ópera de Europa y Estados Unidos, y bajo la batuta de los más prestigiosos directores de orquesta. En 1990 debutó como director de orquesta en el Teatro Filarmónico de Verona con El barbero de Sevilla, la ópera con la que más éxitos obtuvo como cantante. Desde ese momento compaginó el canto con la dirección de escena.